# (1506) Xosa
(1506) Xosa est un astéroïde de la ceinture principale.

## Description
(1506) Xosa est un astéroïde de la ceinture principale. Il fut découvert le 15 mai 1939 à Johannesbourg par Cyril V. Jackson. Il présente une orbite caractérisée par un demi-grand axe de 2,57 UA, une excentricité de 0,26 et une inclinaison de 12,5° par rapport à l'écliptique.

## Compléments